# Приворот (Романовское сельское поселение)
Приворот — деревня в Весьегонском муниципальном округе Тверской области.

## География
Деревня находится в северо-восточной части Тверской области на расстоянии приблизительно 28 км на юго-восток по прямой от районного центра города Весьегонск на правом берегу реки Сёбла.

## История
В 1859 году здесь было 14 дворов. До 2019 года входила в состав Романовского сельского поселения до упразднения последнего.

## Население
Численность населения: 68 человек (1859), 13 (100 % русские) в 2002 году, 13 в 2010.